# ベルギービールウィークエンド
ベルギービールウィークエンド（英: Belgian Beer Weekend）は、ベルギーのブリュッセルで例年9月の第一週の週末に行われる、ベルギービールの祭典である。

## 開催概要
1999年の第1回開催より、例年9月第一週の金曜日から日曜日にかけて開催される。1日目は午後3時からマグダレーナ教会でビールの守護神聖アーノルドに捧げるミサが行われ、グラン＝プラス広場までベルギービール騎士団がパレードする。広場に面したブリュッセル市庁舎でビール騎士の即位式が執り行われたのち4時半からグラン＝プラス広場のビールスタンドで招待客や関係者のレセプションが行われ、一般客が入場できるのは夕方6時からとなる。土曜・日曜は午前11時から午後10時までビールスタンドが開店する。入場は無料だが、ビールや料理は1枚当たり1ユーロ相当の会場専用コインで販売され、必要となる枚数はビールや料理の種類により異なる。会場で提供されるビールは、使い捨ての紙コップではなく専用のガラス製ビアグラスで味わうことができる。

## 日本での開催

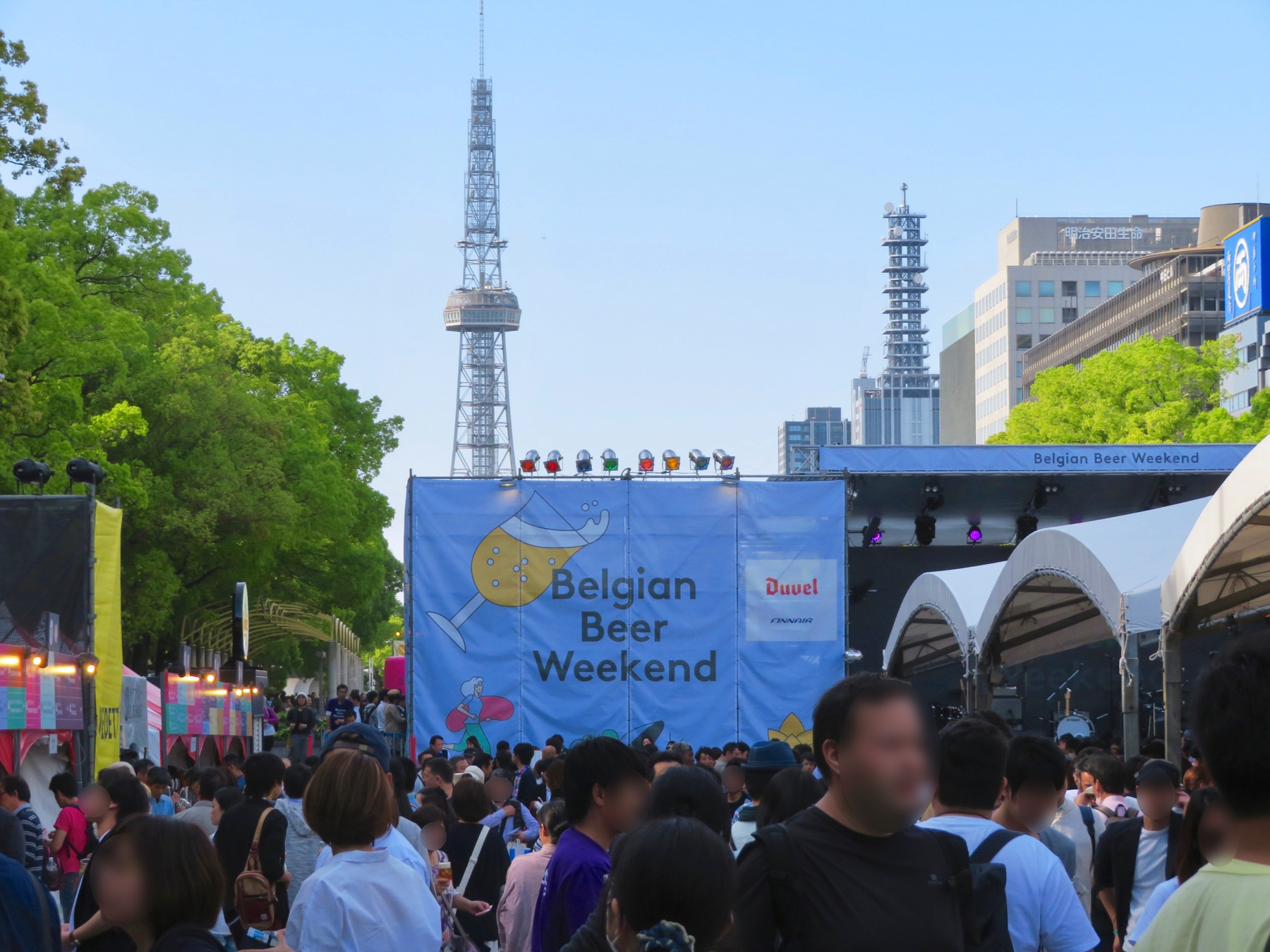
2019年、名古屋で開催されたベルギービールウィークエンド

日本では、ベルギービール広報センター代表の佐藤ひとみの誘致により2010年に「ベルギービールウィークエンド東京2010」が開催。ベルギー国外では初の開催となった。以降、東京都（豊洲、新宿、日比谷公園）、横浜市の山下公園、名古屋市の久屋大通公園、大阪市の大阪城公園などで開催している。ブリュッセルでは9月の開催であるが、日本では開催地により時期が異なる。ミサやパレードは行われないが、多彩なスタイルの数十種類のベルギービールが提供され、オリジナルグラスや専用コインはブリュッセルのシステムを踏襲している。